# Кампу-Лимпу-Паулиста
Кампу-Лимпу-Паулиста (порт. Campo Limpo Paulista) — муниципалитет в Бразилии, входит в штат Сан-Паулу. Составная часть мезорегиона Макрорегион агломерации Сан-Паулу. Входит в экономико-статистический микрорегион Жундиаи. Население составляет 77 277 человек на 2006 год. Занимает площадь 80,048 км². Плотность населения — 965,4 чел./км².
Праздник города — 21 марта.

## История
Город основан 21 марта 1965 года.

## Статистика
- Валовой внутренний продукт на 2003 составляет 641.525.827,00 реалов (данные: Бразильский институт географии и статистики).
- Валовой внутренний продукт на душу населения на 2003 составляет 9.027,69 реалов (данные: Бразильский институт географии и статистики).
- Индекс развития человеческого потенциала на 2000 составляет 0,805 (данные: Программа развития ООН).

## Климат
Климат местности: горный тропический. В соответствии с классификацией Кёппена, климат относится к категории Cwb.